# Gouvernement Arce
État plurinational de Bolivie
Áñez 
Le gouvernement Arce est le gouvernement de la Bolivie sous la présidence de Luis Arce depuis le 8 novembre 2020. Le vice-président de l'État est David Choquehuanca. Il est à l'origine composé de 16 ministères, auxquels s'ajoute dix jours plus tard un dix-septième ministère qui avait été aboli par le gouvernement précédent de Jeanine Áñez. 

## Historique

### Contexte

Le logo du gouvernement.

D'après un premier sondage à la sortie des urnes, commandé par la chaîne privée Unitel, Arce est donné vainqueur au premier tour de l'élection présidentielle, avec une première estimation à 52,4 % des suffrages, devançant Carlos Mesa, son principal concurrent, de plus de 20 points (31,5 % des suffrages selon les premières estimations). 
Il est félicité dans la foulée par la présidente sortante, Jeanine Áñez. Le décompte final lui donne 55,10 % des suffrages, contre 28,83 % pour Carlos Mesa. Il hérite alors d’une situation économique extrêmement mauvaise après une année d’administration du gouvernement intérimaire de Jeanine Añez, et en particulier sa gestion de la pandémie de Covid-19.

### Transition et investiture

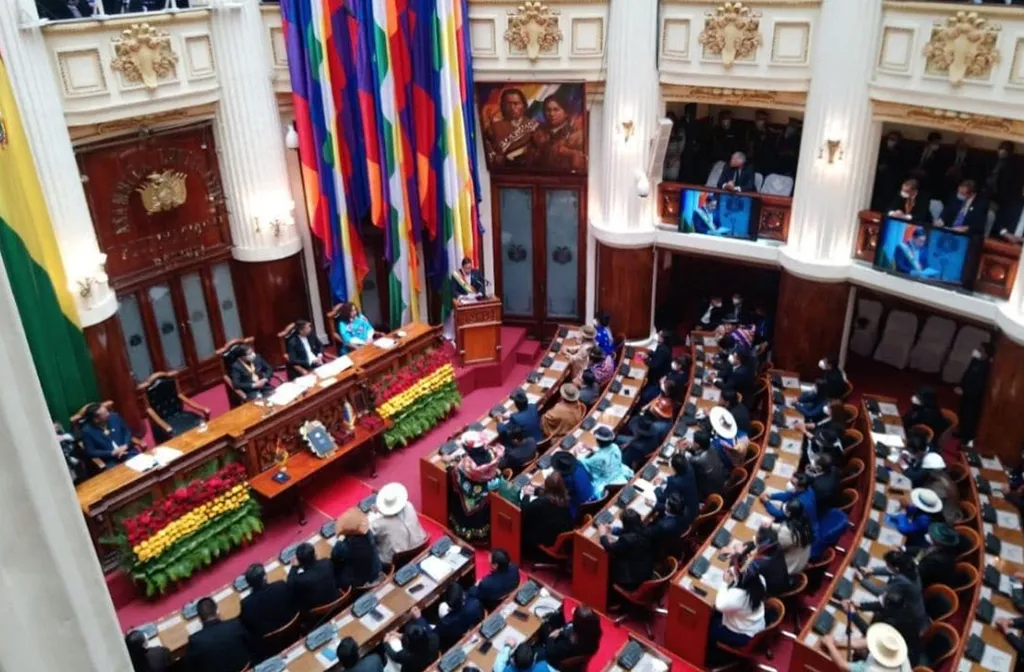
Cérémonie d'investiture présidentielle de Luis Arce.

La transmission du pouvoir présidentiel entre le gouvernement sortant de Jeanine Áñez et le gouvernement entrant de Luis Arce a commencé le 26 octobre 2020 et s'est achevée le 8 novembre 2020 avec l' investiture présidentielle (acte de possession) du président élu à La Paz.
La transmission présidentiel a commencé une fois que le Tribunal suprême électoral a reconnu les résultats définitifs qui ont donné la victoire au binôme de Luis Arce et David Choquehuanca au premier tour lors des élections de 2020,.
Lors d'une cérémonie privée, Luis Arce et David Choquehuanca, le binôme du MAS vainqueur des élections de 2020, ont prêté serment le 6 novembre 2020, de manière symbolique, en tant que dirigeants de l'État plurinational de Bolivie, à Tiahuanaco.
Le 8 novembre 2020, Luis Arce prête serment devant l'Assemblée législative plurinationale,.

## Composition

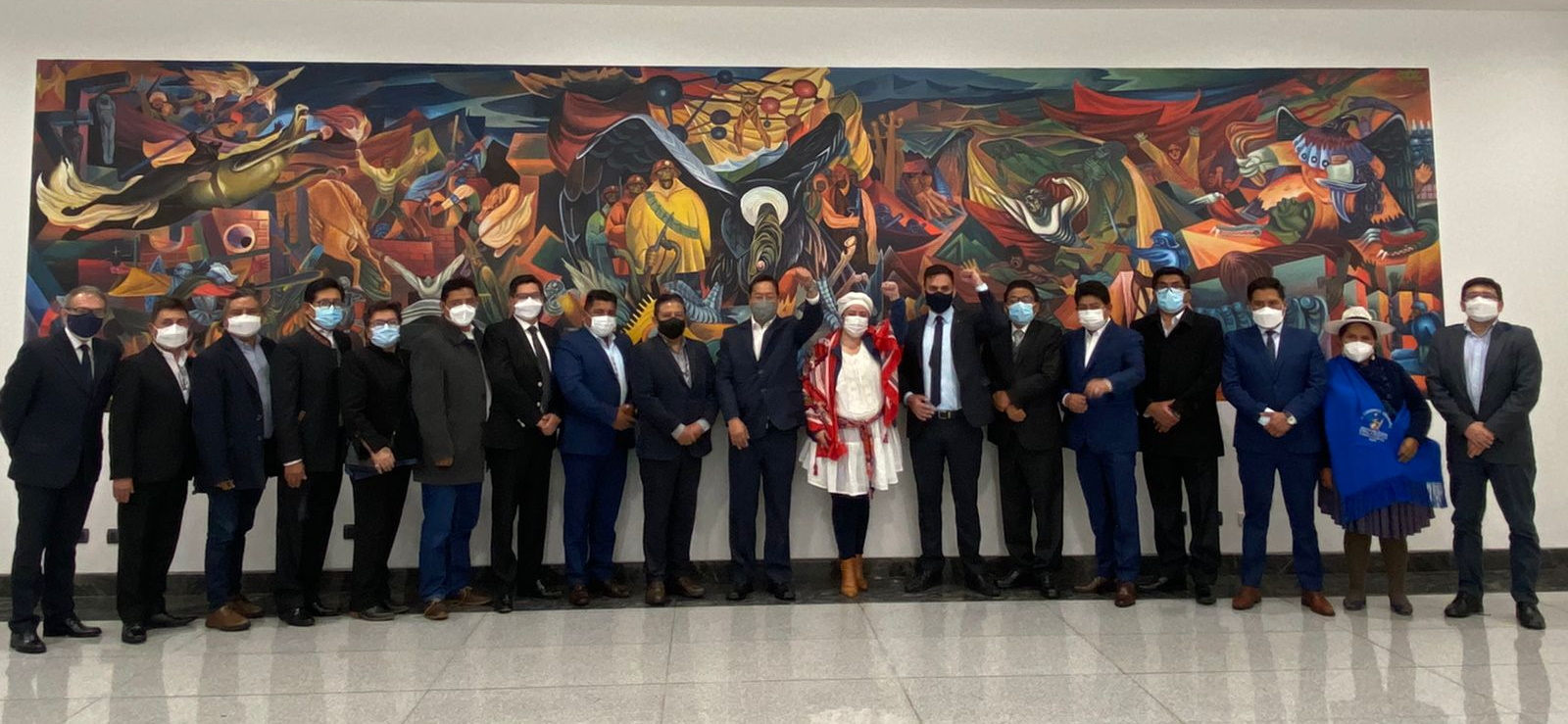
Le cabinet Arce en janvier 2022.

Le gouvernement de Luis Arce est initialement formé de seize ministères, un dix-septième est ajouté dix jours plus tard, soit le ministère des Cultures, de la Décolonisation et de la Dépatriarcatisation, aboli sous la présidence de Jeanine Áñez. À partir de ce moment, quatre femmes et treize hommes sont titulaires d'un ministère,. 
En raison de divergences au niveau de la gouvernance avec l'ancien président Evo Morales, toujours influent au sein du MAS, la place de Luis Arce au sein du parti est contestée, bien qu'une partie importante des membres le soutienne toujours.  
| Image | Fonction                                                                 | Nom | Nom                                               | Parti          |
| ----- | ------------------------------------------------------------------------ | --- | ------------------------------------------------- | -------------- |
|       | Président de l'État plurinational de Bolivie                             |     | Luis Arce                                         | MAS (contesté) |
|       | Vice-président de l'État plurinational de Bolivie                        |     | David Choquehuanca                                | MAS            |
|       | Ministre des Relations extérieures                                       |     | Rogelio Mayta (jusqu'au 15/11/2023)               | MAS            |
|       | Ministre des Relations extérieures                                       |     | Celinda Sosa                                      | MAS            |
|       | Ministre de la Présidence                                                |     | María Nela Prada                                  | MAS            |
|       | Ministre du Gouvernement                                                 |     | Carlos Eduardo del Castillo (jusqu'au 17/05/2025) | MAS            |
|       | Ministre du Gouvernement                                                 |     | Roberto Ríos Sanjinés                             | MAS            |
|       | Ministre de la Défense                                                   |     | Edmundo Novillo                                   | MAS            |
|       | Ministre de l'Économie et des Finances publiques                         |     | Marcelo Montenegro                                | MAS            |
|       | Ministre de la Planification et du Développement                         |     | Felima Gabriela Mendoza (jusqu'au 09/06/2022)     | MAS            |
|       | Ministre de la Planification et du Développement                         |     | Sergio Armando Cusicanqui Loayza                  | MAS            |
|       | Ministre des Hydrocarbures et de l'Énergie                               |     | Franklin Molina Ortiz                             | MAS            |
|       | Ministre des Hydrocarbures et de l'Énergie                               |     | Alejandro Gallardo Valdivieso                     | MAS            |
|       | Ministre du Développement productif et de l'économie plurielle           |     | Néstor Huanca                                     | MAS            |
|       | Ministre des Travaux publics, des Services et du Logement                |     | Edgar Montaño                                     | MAS            |
|       | Ministre des Mines et de la Métallurgie                                  |     | Ramiro Villavicencio                              | MAS            |
|       | Ministre de la Justice et de la Transparence institutionnelle            |     | Iván Lima (jusqu'au 26/09/2024)                   | MAS            |
|       | Ministre de la Justice et de la Transparence institutionnelle            |     | Cesar Siles                                       | MAS            |
|       | Ministre du Travail, de l'Emploi et de la Prévision sociale              |     | Verónica Navia Tejada (jusqu'au 12/08/2024)       | MAS            |
|       | Ministre du Travail, de l'Emploi et de la Prévision sociale              |     | Hérlan Rodríguez                                  | MAS            |
|       | Ministre de la Santé et des Sports                                       |     | Edgar Pozo (jusqu'au 16/01/2021)                  | MAS            |
|       | Ministre de la Santé et des Sports                                       |     | Jeyson Auza (jusqu'au 02/06/2023)                 | MAS            |
|       | Ministre de la Santé et des Sports                                       |     | María Renée Castro                                | MAS            |
|       | Ministre de l'Environnement et de l'Eau                                  |     | Juan Santos Cruz                                  | MAS            |
|       | Ministre de l'Éducation                                                  |     | Adrian Quelca (jusqu'au 19/10/2020)               | PCB (en)       |
|       | Ministre de l'Éducation                                                  |     | Edgar Pary Chambi                                 | MAS            |
|       | Ministre du Développement rural et des Terres                            |     | Wilson Cáceres (jusqu'au 01/12/2020)              | MAS            |
|       | Ministre du Développement rural et des Terres                            |     | Edwin Characayo (jusqu'au 14/04/2021)             | MAS            |
|       | Ministre du Développement rural et des Terres                            |     | Remmy Gonzáles (jusqu'au 12/08/2024)              | MAS            |
|       | Ministre du Développement rural et des Terres                            |     | Juan Flores                                       | MAS            |
|       | Ministre des Cultures, de la Décolonisation et de la Dépatriarcatisation |     | Sabina Orellana                                   | MAS            |